# ریشی سوناک
ریشی سوناک (به انگلیسی: Rishi Sunak؛ زادهٔ ۱۲ مهٔ ۱۹۸۰) سیاستمدار بریتانیایی از حزب محافظه‌کار است که از اکتبر ۲۰۲۲ تا ۵ ژوئیه ۲۰۲۴ به‌عنوان نخست‌وزیر بریتانیا خدمت می‌کرد. او از ۵ ژوئیه ۲۰۲۴ تا ۲ نوامبر ۲۰۲۴ رهبر حزب محافظه‌کار بریتانیا بود و پیشتر در دولت تحت رهبری بوریس جانسون از سال ۲۰۲۰ تا ۲۰۲۲ به عنوان وزیر خزانه داری نیز فعالیت کرده است. سوناک از سال ۲۰۱۵ نماینده پارلمان (MP) برای ریچموند (Yorks) در یورک‌شر شمالی است.

## آغاز زندگی
ریشی سوناک در ساوت‌همپتون از پدر و مادری هندو پنجابی زاده شد. پدرش پزشک عمومی و مادرش داروخانه‌دار بود. آنها از هندی‌های جنوب شرق آفریقا بودند و که در دهه ۱۹۶۰ از کنیا و تانزانیا به بریتانیا مهاجرت کردند.
سوناک در یکی از مدرسه‌های خصوصی بریتانیا به نام کالج وینچستر تحصیل کرد. او در ادامه، فلسفه، سیاست و اقتصاد را در کالج لینکلن، آکسفورد خواند و مدتی بعد مدرک مدیریت ارشد کسب‌وکار خود را از دانشگاه استنفورد به‌عنوان تحلیلگر فولبرایت دریافت کرد. او در حین تحصیل در استنفورد با همسر آیندهٔ خود آکشاتا مورتی، دختر نارایانا مورتی، تاجر میلیاردر هندی که شرکت اینفوسیس را تأسیس کرد آشنا شد. بر پایه ارزیابی هفته‌نامه ساندی تایمز سوناک و مورتی در سال ۲۰۲۲ با مجموع ثروت ۷۳۰ میلیون پوند، ۲۲۲مین افراد ثروتمند بریتانیا هستند.
ریشی سوناک پس از فارغ‌التحصیلی برای گلدمن ساکس و سپس به‌عنوان یک شریک در صندوق پوشش ریسک شرکت‌های صندوق سرمایه‌گذاری برای کوکان و «Theleme Partners» لندن کار کرد.

## سیاست

### ورود
سوناک در انتخابات عمومی سال ۲۰۱۵ به عنوان جانشین ویلیام هیگ برای نمایندگی مجلس عوام ریچموند در شمال یورک‌شر انتخاب شد. سوناک در همه‌پرسی سال ۲۰۱۶ دربارهٔ عضویت در اتحادیه اروپا از برگزیت حمایت کرد. او باور داشت برگزیت بریتانیا را آزادتر، عادلانه‌تر و مرفه‌تر می‌کند.

### وزارت
ریشی سوناک به‌عنوان معاون پارلمانی وزیر امور خارجه در امور دولت محلی در تغییر سازماندهی سال ۲۰۱۸ در دولت دوم ترزا می منصوب شد. او سه بار به توافقنامه خروج می از برگزیت رای مثبت داد. پس از استعفای می، سوناک از کمپین بوریس جانسون برای رهبری محافظه‌کاران حمایت کرد. پس از اینکه جانسون نخست‌وزیر شد سوناک به‌عنوان وزیر خزانه‌داری منصوب شد. سوناک پس از استعفای جاوید در ترمیم کابینه فوریه ۲۰۲۰ جایگزین ساجد جاوید به‌عنوان وزیر دارایی شد. عملکرد سوناک به‌عنوان خزانه‌دار در واکنش مالی دولت در همه‌گیری کووید-۱۹ و تأثیرهای اقتصادی آن از جمله طرح‌های حفظ شغل کرونا و برای کمک به غذا خوردن بیرون از خانه (رستوران و غیره) برجسته بود. او در ژوئیه ۲۰۲۲ از سمت خزانه‌دار استعفا داد و پس از آن جانسون خود در بحبوحهٔ بحران دولتی استعفا داد.

### انتقادها
با افزایش قیمت حامل‌های انرژی در اواخر ۲۰۲۱ و اوایل ۲۰۲۲ قیمت‌ها همه چیز در بریتانیا رو به افزایش گذاشت و عملکرد سوناک مورد انتقاد قرار گرفت. همچنین تدابیری که او در مارس ۲۰۲۲ در بیانیه بهاری خود برای کمک به زندگی مردم در نظر گرفته بود به نظر اکثر مردم کافی نبود. هم‌زمان مشخص شد که همسر او سال‌ها از نظر مالیاتی غیرمقیم است (یعنی آدرس محل زندگی خود را بیرون از بریتانیا معرفی می‌کند) بنابراین از میلیون‌ها پوند سودی که از سهام خود در شرکت پدرش دریافت می‌کند به دولت بریتانیا مالیات نمی‌پردازد. او همچنین در سال ۲۰۲۰ گفته بود از گرانی اجناس بی‌خبر نیست چون او، همسر، و دو دخترشان «هر کدام نان خودشان را در خانه دارند.»
در سال ۲۰۲۱ پلیس لندن سوناک را بابت نقض محدودیت‌های کرونا به خاطر شرکت در یک مهمانی غیرقانونی در دفتر بوریس جانسون مجرم شناخت و جریمه‌اش کرد.
در سال ۲۰۲۲ فاش شد ریشی سوناک تا اکتبر ۲۰۲۱ گرین‌کارت آمریکا داشته است.

## نخست‌وزیری
در ژوئیه ۲۰۲۲ ریشی سوناک در انتخابات رهبری حزب محافظه‌کار برای جانشینی جانسون شرکت کرد. ولی در رای‌گیری رأی اعضای حزب را به لیز تراس از دست داد. پس از استعفای تراس در بحبوحه بحران دولتی، سوناک در انتخابات رهبری حزب محافظه‌کار اکتبر ۲۰۲۲ پیروز شد. او نخستین رنگین‌پوستی است که در تاریخ بریتانیا به سمت نخست‌وزیری رسیده است.
پس از استعفای لیز تراس در میان بحران دولتی دیگر، سوناک بدون رقابت به‌عنوان رهبر حزب محافظه‌کار انتخاب شد. او در ۲۵ اکتبر ۲۰۲۲ به نخست‌وزیری منصوب شد و نخستین آسیایی بریتانیایی و نخستین هندویی بود که این سمت را داشت.

## تروریستی خواندن سپاه
پس از حمله به سلمان رشدی، ریشی سوناک در بیانیه‌ای از واکنش‌ها در ایران به این حمله به شدت انتقاد کرد و دربارهٔ احیای برنامه جامع اقدام مشترک با جمهوری اسلامی هشدار داد و خواهان تروریستی خواندن سپاه پاسداران انقلاب اسلامی شد.